# Carnegie Rupes
La Carnegie Rupes è una struttura geologica della superficie di Mercurio.